# Audioformat
Ein Audioformat ist ein Datenformat, das den Aufbau einer Audiodatei oder eines Audiodatenstromes beschreibt.

## Allgemein
Meist handelt es sich um ein Format, das die komplette Klangkurve eines Tonsignals beschreibt.
Daneben existieren auch Audiodateien, die kein vollständiges Tonsignal enthalten. So genannte Musikformate speichern nur einzelne Noten und möglicherweise Informationen über den Aufbau von Klängen.
Hier sind zwei Formate zu unterscheiden: Solche, die keine Samples nutzen (zum Beispiel MIDI), und jene, die durch Samples ergänzt werden, sogenannte Trackermodule.
Einen anderen Ansatz Audiodaten zu speichern stellt die parametrische Audiokodierung dar. Manche Sprach-Codecs nutzen teilweise diesen Ansatz, und mit Harmonic and Individual Lines and Noise (HILN, MPEG-4 Parametric Audio Coding) soll ein Audioformat danach realisiert und standardisiert werden.

## Datenreduktion oder Datenkompression
Sind die Daten komprimiert, so wird zwischen verlustfreien und verlustbehaftet komprimierten Formaten unterschieden.

Unkomprimierte Formate (in der Regel PCM), verlustfrei komprimierte und verlustbehaftet komprimierte Formate können aber auch gemeinsam in sogenannten Containerdateien (AIFF, MP4, Matroska, Ogg, WAV und anderen) untergebracht werden.

## Liste gängiger Audioformate

### Unkomprimiert
- Lineare Puls-Code-Modulation in verschiedenen Erscheinungsformen:
  - Rohdaten (.pcm)
  - in Audio Interchange File Format (AIFF, Containerformat) (.aif, .aiff, .aifc, .ief, .snd)
  - in Au-Container (.au)
  - in Resource Interchange File Format: RIFF WAVE (Containerformat) (.wav)
  - CompactDisc-Digital Audio
- .aud
- .svx
- .voc – „Creative Voice File“ – „Creative Labs Sound Blaster (Pro)“-Dateiformat für Sprache
- IFF-8SVX
- IFF-16SV
- .smp – SampleVision Format, 16-Bit, mono
- Pulsamplitudenmodulation (PAM)

### Komprimierte Formate

#### Verlustfrei
- Advanced Digital Audio (ADA)
- Apple Lossless Audio Codec (ALAC), auch: Apple Lossless Encoding Apple Lossless (.m4a, .mp4)
- Bonk (Codec)
- Dakx WAV
- Direct Stream Transfer (DST)
- Dolby TrueHD (erweitertes MLP)
- DTS-HD – optionales verlustfreies Raumklang-Format für HD DVD und Blu-ray Disc, wurde zuvor auch als DTS++ bekannt
- Entis Lab MIO
- Free Lossless Audio Codec (.flac, .fla, ggf. .ogg)
- LiteWave
- LosslessAudio
- Lossless Predictive Audio Compression (LPAC) (.pac)
- Lossless Transform Audio Compression (LTAC)
- Marian's a-Pac
- Meridian Lossless Packing (MLP), auch Packed PCM (PPCM)
- Monkey’s Audio (.ape, .mac)
- MPEG-4 Audio Lossless Coding (MPEG-4 ALS)
- OptimFROG (.ofr [.ofs])
- Original Sound Quality (.osq)
- Pegasus SPS
- RealAudio Lossless (.ra, in Matroska-Container ggf. .mka)
- RK Audio (RKAU)
- Shorten (.shn)
- Sonarc
- Split2000
- True Audio (.tta)
- VocPack
- WavArc
- WaveZip/MUSICompress
- WavPack (.wv)
- Windows Media Audio Lossless (.wma)

Siehe auch: Audiodatenkompression#Verlustfreie Audioformate

#### Verlustbehaftete Datenreduktion
- Adaptive Differential (oder Delta) Pulse Code Modulation (ADPCM) (je nach Container .aif/.aiff, .au, .wav u. a.)
- .vox - Dialogic ADPCM
- ADX
- Adaptive Rate-Distortion Optimized Sound Coder (ARDOR)
- Adaptive Transform Acoustic Coding (ATRAC)
- DTS Coherent Acoustics (.dts)
- Dolby Digital, auch A/52 oder AC-3 (.ac3)
- A-law (je nach Container .aif/.aiff, .au, .wav u. a.)
- μ-law (je nach Container .aif/.aiff, .au, .wav u. a.)
- MPEG 1/2/2.5 Audio
  - MPEG-1 Audio Layer 1 (.mp1)
  - MPEG-1 Audio Layer 2 (.mp2)
  - MPEG-1 Audio Layer 3 (MP3) (.mp3)
- MPEG 2/4 Audio
  - Advanced Audio Coding (.aac, .mp4, .m4a)
  - High Efficiency Advanced Audio Coding (HE-AAC), auch aacPlus oder AAC+
  - Harmonic and Individual Lines and Noise (HILN, MPEG-4 Parametric Audio Coding)
- Musepack (.mpc, .mp+, .mpp)
- Perceptual Audio Coding
- QDesign Music Codec (QDMC)
- RealAudio (.ra)
- TwinVQ (.vqf)
- Ogg-Vorbis (.ogg)
- Opus (.opus)
- Windows Media Audio (.wma)

Siehe auch: Audiodatenkompression#Verlustbehaftete Audioformate

### Sprachcodecs
- Advanced Multi-Band Excitation (AMBE)
- Code-Excited Linear Prediction (CELP)
- Codec2 (Patentfrei, LGPL)
- Digital Speech Standard (DSS)
- Enhanced Variable Rate Codec (EVRC)
- FS-1015 (LPC-10)
- FS-1016 (CELP)
- ITU-T-Standards:
  - G.711
    - G.711a – A-law
    - G.711u – μ-law

  - G.721 (32 kbit/s ADPCM, abgelöst durch G.726)
  - G.722 (ADPCM-basiert)
  - G.722.1 (Transformations-basiert)
  - G.722.2 (AMR-WB, CELP-basiert)
  - G.723 (24 und 40 kbit/s DPCM, Erweiterung von G.721, abgelöst durch G.726)
    - G.723.1 (MPC-MLQ oder ACELP)

  - G.726 (ADPCM)
  - G.728 (LD-CELP)
  - G.729 (CS-ACELP)
    - G.729a (in der Komplexität reduzierte Variante)
    - G.729.1 (breitbandige Variante)
- Global System for Mobile Communications (GSM):
  - Full Rate Codec (FR)
  - Half Rate Codec (HR)
  - Enhanced Full Rate Codec (EFR)
  - Adaptive Multirate Codec (AMR) (.amr)
    - Adaptive Multirate wide Band (AMR-WB)
- Harmonic Vector Excitation Coding (HVXC)
- internet Low Bitrate Codec (iLBC)
- Improved Multi-Band Excitation (IMBE)
- internet Speech Audio Codec (iSAC)
- Mixed-Excitation Linear Predictive (MELP)
- QCELP (auch Qualcomm PureVoice)
- Relaxed Code Excited Linear Prediction (RCELP)
- Selectable Mode Vocoder (SMV)
- Speex (.spx, ggf. .ogg)
- SILK
- Vector Sum Excited Linear Prediction (VSELP)